# Élections cantonales de 1992 dans le Loiret
Les élections cantonales ont eu lieu les 22 et 29 mars 1992.
Lors de ces élections, 20 des 41 cantons du Loiret ont été renouvelés. Elles ont vu la reconduction de la majorité UDF dirigée par Kléber Malécot, président du conseil général depuis 1979.

## Résultats à l’échelle du département
Répartition départementale des résultats (2e tour).
- EXG (1,31 %)
- PCF (16,94 %)
- PS (16,74 %)
- Majorité (5,57 %)
- RPR (14,52 %)
- UDF (23,2 %)
- DVD (19,05 %)
- FN (2,67 %)

| Étiquette      | Étiquette                          | Premier tour | Premier tour | Second tour | Second tour | Sièges |
| Étiquette      | Étiquette                          | Voix         | %            | Voix        | %           | Sièges |
| -------------- | ---------------------------------- | ------------ | ------------ | ----------- | ----------- | ------ |
|                | Parti socialiste                   | 20 118       | 16,76        | 11 300      | 16,74       | 2      |
|                | Parti communiste français          | 16 025       | 13,35        | 11 436      | 16,94       | 2      |
|                | Majorité présidentielle            | 3 743        | 3,12         | 3 761       | 5,57        | 1      |
|                | Extrême gauche                     | 2 170        | 1,81         | 881         | 1,31        | 0      |
| Gauche         | Gauche                             | 42 056       | 35,04        | 27 378      | 40,56       | 5      |
|                |                                    |              |              |             |             |        |
|                | Union pour la démocratie française | 22 900       | 19,08        | 15 663      | 23,20       | 7      |
|                | Rassemblement pour la République   | 19 649       | 16,37        | 9 801       | 14,52       | 4      |
|                | Front national                     | 15 885       | 13,23        | 1 803       | 2,67        | 0      |
|                | Divers droite                      | 11 855       | 9,88         | 12 856      | 19,05       | 4      |
| Droite         | Droite                             | 70 289       | 58,56        | 40 123      | 59,44       | 15     |
|                |                                    |              |              |             |             |        |
|                | Les Verts                          | 5 626        | 4,69         |             |             |        |
|                | Génération écologie                | 2 053        | 1,71         |             |             |        |
| Écologistes    | Écologistes                        | 7 679        | 6,40         |             |             |        |
|                |                                    |              |              |             |             |        |
| Inscrits       | Inscrits                           | 178 557      | 100,00       | 113 645     | 100,00      |        |
| Abstention     | Abstention                         | 51 454       | 28,82        | 41 448      | 36,47       |        |
| Votants        | Votants                            | 127 103      | 71,18        | 72 197      | 63,53       |        |
| Blancs et nuls | Blancs et nuls                     | 7 079        | 5,57         | 4 696       | 6,50        |        |
| Exprimés       | Exprimés                           | 120 024      | 94,43        | 67 501      | 93,50       |        |

## Résultats par canton

### Canton d'Artenay
| Candidats      | Candidats      | Étiquette      | Premier tour | Premier tour | Second tour | Second tour |
| Candidats      | Candidats      | Étiquette      | Voix         | %            | Voix        | %           |
| -------------- | -------------- | -------------- | ------------ | ------------ | ----------- | ----------- |
|                | José Cardona*  | PS             | 1 865        | 44,01        | 2 059       | 52,34       |
|                | André Terrasse | DVD            | 1 509        | 35,61        | 1 875       | 47,66       |
|                | Marc Habert    | FN             | 512          | 12,08        |             |             |
|                | Laurent Rabier | PCF            | 352          | 8,31         |             |             |
|                |                |                |              |              |             |             |
| Inscrits       | Inscrits       | Inscrits       | 5 894        | 100,00       | 5 893       | 100,00      |
| Abstention     | Abstention     | Abstention     | 1 355        | 22,99        | 1 699       | 28,83       |
| Votants        | Votants        | Votants        | 4 539        | 77,01        | 4 194       | 71,17       |
| Blancs et nuls | Blancs et nuls | Blancs et nuls | 301          | 6,63         | 260         | 6,20        |
| Exprimés       | Exprimés       | Exprimés       | 4 238        | 93,37        | 3 934       | 93,80       |

*sortant

### Canton de Briare
| Candidats      | Candidats         | Étiquette      | Premier tour | Premier tour | Second tour | Second tour |
| Candidats      | Candidats         | Étiquette      | Voix         | %            | Voix        | %           |
| -------------- | ----------------- | -------------- | ------------ | ------------ | ----------- | ----------- |
|                | Jean Poulain*     | PS             | 2 470        | 42,03        | 2 807       | 50,86       |
|                | Cyriaque Gavillon | RPR            | 1 928        | 32,81        | 2 712       | 49,14       |
|                | Bernard Chauvet   | FN             | 670          | 11,40        |             |             |
|                | Claude Pouvelle   | PCF            | 516          | 8,78         |             |             |
|                | Robert Vollet     | PS             | 293          | 4,99         |             |             |
|                |                   |                |              |              |             |             |
| Inscrits       | Inscrits          | Inscrits       | 8 433        | 100,00       | 8 432       | 100,00      |
| Abstention     | Abstention        | Abstention     | 2 289        | 27,14        | 2 597       | 30,80       |
| Votants        | Votants           | Votants        | 6 144        | 72,86        | 5 835       | 69,20       |
| Blancs et nuls | Blancs et nuls    | Blancs et nuls | 267          | 4,35         | 316         | 5,42        |
| Exprimés       | Exprimés          | Exprimés       | 5 877        | 95,65        | 5 519       | 94,58       |

*sortant

### Canton de Châlette-sur-Loing
| Candidats      | Candidats        | Étiquette      | Premier tour | Premier tour | Second tour | Second tour |
| Candidats      | Candidats        | Étiquette      | Voix         | %            | Voix        | %           |
| -------------- | ---------------- | -------------- | ------------ | ------------ | ----------- | ----------- |
|                | Jean Louis*      | PCF            | 3 669        | 42,89        | 4 566       | 57,91       |
|                | Jean-Pierre Door | RPR            | 2 254        | 26,35        | 3 318       | 42,09       |
|                | Alain Lebaube    | FN             | 1 197        | 13,99        |             |             |
|                | Bernard Delaveau | PS             | 768          | 8,98         |             |             |
|                | Philippe Legrand | EXG            | 666          | 7,79         |             |             |
|                |                  |                |              |              |             |             |
| Inscrits       | Inscrits         | Inscrits       | 12 555       | 100,00       | 12 553      | 100,00      |
| Abstention     | Abstention       | Abstention     | 3 585        | 28,55        | 4 119       | 32,81       |
| Votants        | Votants          | Votants        | 8 970        | 71,45        | 8 434       | 67,19       |
| Blancs et nuls | Blancs et nuls   | Blancs et nuls | 416          | 4,64         | 550         | 6,52        |
| Exprimés       | Exprimés         | Exprimés       | 8 554        | 95,36        | 7 884       | 93,48       |

*sortant

### Canton de Châteauneuf-sur-Loire
| Candidats      | Candidats            | Étiquette      | Premier tour | Premier tour | Second tour | Second tour |
| Candidats      | Candidats            | Étiquette      | Voix         | %            | Voix        | %           |
| -------------- | -------------------- | -------------- | ------------ | ------------ | ----------- | ----------- |
|                | Pierre Fontenoy*     | DVD            | 2 886        | 37,38        | 4 511       | 68,45       |
|                | Claude Carre         | PS             | 1 263        | 16,36        | 2 079       | 31,55       |
|                | Dominique de Laprade | FN             | 1 133        | 14,68        |             |             |
|                | Nicole Bouilly       | Verts          | 1 042        | 13,50        |             |             |
|                | Gérard David         | RPR            | 1 029        | 13,33        |             |             |
|                | Jean-Claude Wyns     | PCF            | 367          | 4,75         |             |             |
|                |                      |                |              |              |             |             |
| Inscrits       | Inscrits             | Inscrits       | 11 529       | 100,00       | 11 529      | 100,00      |
| Abstention     | Abstention           | Abstention     | 3 410        | 29,58        | 4 343       | 37,67       |
| Votants        | Votants              | Votants        | 8 119        | 70,42        | 7 186       | 62,33       |
| Blancs et nuls | Blancs et nuls       | Blancs et nuls | 399          | 4,91         | 596         | 8,29        |
| Exprimés       | Exprimés             | Exprimés       | 7 720        | 95,09        | 6 590       | 91,71       |

*sortant

### Canton de Châteaurenard
| Candidats      | Candidats          | Étiquette      | Premier tour | Premier tour |
| Candidats      | Candidats          | Étiquette      | Voix         | %            |
| -------------- | ------------------ | -------------- | ------------ | ------------ |
|                | Jean-Charles Pare* | RPR            | 2 630        | 58,93        |
|                | Alain Huraut       | Verts          | 767          | 17,19        |
|                | Jean-Pierre Bibet  | FN             | 645          | 14,45        |
|                | Claude Delahaie    | PCF            | 421          | 9,43         |
|                |                    |                |              |              |
| Inscrits       | Inscrits           | Inscrits       | 6 733        | 100,00       |
| Abstention     | Abstention         | Abstention     | 1 987        | 29,51        |
| Votants        | Votants            | Votants        | 4 746        | 70,49        |
| Blancs et nuls | Blancs et nuls     | Blancs et nuls | 283          | 5,96         |
| Exprimés       | Exprimés           | Exprimés       | 4 463        | 94,04        |

*sortant

### Canton de Châtillon-sur-Loire
| Candidats      | Candidats      | Étiquette      | Premier tour | Premier tour |
| Candidats      | Candidats      | Étiquette      | Voix         | %            |
| -------------- | -------------- | -------------- | ------------ | ------------ |
|                | Jean Roblin*   | PS             | 2 244        | 69,71        |
|                | Guy Mace       | FN             | 586          | 18,20        |
|                | René Labbe     | PCF            | 389          | 12,08        |
|                |                |                |              |              |
| Inscrits       | Inscrits       | Inscrits       | 5 079        | 100,00       |
| Abstention     | Abstention     | Abstention     | 1 480        | 29,14        |
| Votants        | Votants        | Votants        | 3 599        | 70,86        |
| Blancs et nuls | Blancs et nuls | Blancs et nuls | 380          | 10,56        |
| Exprimés       | Exprimés       | Exprimés       | 3 219        | 89,44        |

*sortant

### Canton de Fleury-les-Aubrais
| Candidats      | Candidats        | Étiquette      | Premier tour | Premier tour | Second tour | Second tour |
| Candidats      | Candidats        | Étiquette      | Voix         | %            | Voix        | %           |
| -------------- | ---------------- | -------------- | ------------ | ------------ | ----------- | ----------- |
|                | André Chene*     | PCF            | 3 601        | 40,99        | 4 258       | 57,83       |
|                | Pierre Bauchet   | UDF            | 2 279        | 25,94        | 3 105       | 42,17       |
|                | Marc Lavaud      | Verts          | 1 144        | 13,02        |             |             |
|                | Jacques Roux     | FN             | 919          | 10,46        |             |             |
|                | Pierre Sireygeol | PS             | 843          | 9,59         |             |             |
|                |                  |                |              |              |             |             |
| Inscrits       | Inscrits         | Inscrits       | 13 169       | 100,00       | 13 169      | 100,00      |
| Abstention     | Abstention       | Abstention     | 3 935        | 29,88        | 5 190       | 39,41       |
| Votants        | Votants          | Votants        | 9 234        | 70,12        | 7 979       | 60,59       |
| Blancs et nuls | Blancs et nuls   | Blancs et nuls | 448          | 4,85         | 616         | 7,72        |
| Exprimés       | Exprimés         | Exprimés       | 8 786        | 95,15        | 7 363       | 92,28       |

*sortant

### Canton de Jargeau
| Candidats      | Candidats       | Étiquette      | Premier tour | Premier tour |
| Candidats      | Candidats       | Étiquette      | Voix         | %            |
| -------------- | --------------- | -------------- | ------------ | ------------ |
|                | Ivan Sorgniard* | RPR            | 4 052        | 58,06        |
|                | Xavier Humbert  | PS             | 1 414        | 20,26        |
|                | Philippe Lecoq  | FN             | 894          | 12,81        |
|                | Paul Multon     | PCF            | 619          | 8,87         |
|                |                 |                |              |              |
| Inscrits       | Inscrits        | Inscrits       | 10 269       | 100,00       |
| Abstention     | Abstention      | Abstention     | 2 823        | 27,49        |
| Votants        | Votants         | Votants        | 7 446        | 72,51        |
| Blancs et nuls | Blancs et nuls  | Blancs et nuls | 467          | 6,27         |
| Exprimés       | Exprimés        | Exprimés       | 6 979        | 93,73        |

*sortant

### Canton de Lorris
| Candidats      | Candidats            | Étiquette      | Premier tour | Premier tour | Second tour | Second tour |
| Candidats      | Candidats            | Étiquette      | Voix         | %            | Voix        | %           |
| -------------- | -------------------- | -------------- | ------------ | ------------ | ----------- | ----------- |
|                | Jean Lanthiez        | UDF            | 1 088        | 27,16        | 1 329       | 33,88       |
|                | Bernard Charpentier* | RPR            | 1 007        | 25,14        | 1 044       | 26,61       |
|                | Guy Parmentier       | PS             | 892          | 22,27        | 1 062       | 27,07       |
|                | Paul Malaguti        | FN             | 630          | 15,73        | 488         | 12,44       |
|                | Patrick Lespinasse   | Verts          | 389          | 9,71         |             |             |
|                |                      |                |              |              |             |             |
| Inscrits       | Inscrits             | Inscrits       | 5 554        | 100,00       | 5 552       | 100,00      |
| Abstention     | Abstention           | Abstention     | 1 368        | 24,63        | 1 529       | 27,54       |
| Votants        | Votants              | Votants        | 4 186        | 75,37        | 4 023       | 72,46       |
| Blancs et nuls | Blancs et nuls       | Blancs et nuls | 180          | 4,30         | 100         | 2,49        |
| Exprimés       | Exprimés             | Exprimés       | 4 006        | 95,70        | 3 923       | 97,51       |

*sortant

### Canton de Malesherbes
| Candidats      | Candidats       | Étiquette      | Premier tour | Premier tour | Second tour | Second tour |
| Candidats      | Candidats       | Étiquette      | Voix         | %            | Voix        | %           |
| -------------- | --------------- | -------------- | ------------ | ------------ | ----------- | ----------- |
|                | Roger Guerre*   | UDF            | 2 104        | 46,65        | 2 285       | 64,69       |
|                | André Frequelin | DVD            | 786          | 17,43        | 1 247       | 35,31       |
|                | Michel Bourreau | PS             | 746          | 16,54        | Retrait     | Retrait     |
|                | Martial Petit   | FN             | 607          | 13,46        |             |             |
|                | Francine Laby   | PCF            | 267          | 5,92         |             |             |
|                |                 |                |              |              |             |             |
| Inscrits       | Inscrits        | Inscrits       | 6 710        | 100,00       | 6 710       | 100,00      |
| Abstention     | Abstention      | Abstention     | 1 961        | 29,23        | 2 724       | 40,60       |
| Votants        | Votants         | Votants        | 4 749        | 70,77        | 3 986       | 59,40       |
| Blancs et nuls | Blancs et nuls  | Blancs et nuls | 239          | 5,03         | 454         | 11,39       |
| Exprimés       | Exprimés        | Exprimés       | 4 510        | 94,97        | 3 532       | 88,61       |

*sortant

### Canton de Meung-sur-Loire
| Candidats      | Candidats       | Étiquette      | Premier tour | Premier tour |
| Candidats      | Candidats       | Étiquette      | Voix         | %            |
| -------------- | --------------- | -------------- | ------------ | ------------ |
|                | Eric Doligé*    | RPR            | 4 716        | 60,60        |
|                | Gérard Issartel | PS             | 1 424        | 18,30        |
|                | Jean Wacheux    | FN             | 956          | 12,28        |
|                | Fernando Gomez  | PCF            | 686          | 8,82         |
|                |                 |                |              |              |
| Inscrits       | Inscrits        | Inscrits       | 11 422       | 100,00       |
| Abstention     | Abstention      | Abstention     | 3 038        | 26,60        |
| Votants        | Votants         | Votants        | 8 384        | 73,40        |
| Blancs et nuls | Blancs et nuls  | Blancs et nuls | 602          | 7,18         |
| Exprimés       | Exprimés        | Exprimés       | 7 782        | 92,82        |

*sortant

### Canton de Montargis
| Candidats      | Candidats          | Étiquette      | Premier tour | Premier tour | Second tour | Second tour |
| Candidats      | Candidats          | Étiquette      | Voix         | %            | Voix        | %           |
| -------------- | ------------------ | -------------- | ------------ | ------------ | ----------- | ----------- |
|                | Michel Brisson*    | RPR            | 2 033        | 36,35        | 2 727       | 51,08       |
|                | Max Nublat         | PCF            | 1 739        | 31,09        | 2 612       | 48,92       |
|                | Maurice Etienne    | FN             | 763          | 13,64        |             |             |
|                | Francois Bonneau   | PS             | 571          | 10,21        |             |             |
|                | Jean-Luc Burgunder | Verts          | 463          | 8,28         |             |             |
|                | Beryl le Moal      | PS             | 24           | 0,43         |             |             |
|                |                    |                |              |              |             |             |
| Inscrits       | Inscrits           | Inscrits       | 8 854        | 100,00       | 8 854       | 100,00      |
| Abstention     | Abstention         | Abstention     | 2 972        | 33,57        | 3 190       | 36,03       |
| Votants        | Votants            | Votants        | 5 882        | 66,43        | 5 664       | 63,97       |
| Blancs et nuls | Blancs et nuls     | Blancs et nuls | 289          | 4,91         | 325         | 5,74        |
| Exprimés       | Exprimés           | Exprimés       | 5 593        | 95,09        | 5 339       | 94,26       |

*sortant

### Canton d'Orléans-Bourgogne
| Candidats      | Candidats           | Étiquette      | Premier tour | Premier tour |
| Candidats      | Candidats           | Étiquette      | Voix         | %            |
| -------------- | ------------------- | -------------- | ------------ | ------------ |
|                | Jean-Louis Bernard  | UDF            | 2 914        | 50,03        |
|                | Augustin Cornu      | PS             | 1 111        | 19,07        |
|                | Michel Capelle      | FN             | 663          | 11,38        |
|                | Fabrice van Borren  | DVD            | 502          | 8,62         |
|                | Gérard Gascoin      | Verts          | 413          | 7,09         |
|                | Christian Fromentin | PCF            | 222          | 3,81         |
|                |                     |                |              |              |
| Inscrits       | Inscrits            | Inscrits       | 8 967        | 100,00       |
| Abstention     | Abstention          | Abstention     | 2 907        | 32,42        |
| Votants        | Votants             | Votants        | 6 060        | 67,58        |
| Blancs et nuls | Blancs et nuls      | Blancs et nuls | 235          | 3,88         |
| Exprimés       | Exprimés            | Exprimés       | 5 825        | 96,12        |

### Canton d'Orléans-Bannier
| Candidats      | Candidats           | Étiquette      | Premier tour | Premier tour | Second tour | Second tour |
| Candidats      | Candidats           | Étiquette      | Voix         | %            | Voix        | %           |
| -------------- | ------------------- | -------------- | ------------ | ------------ | ----------- | ----------- |
|                | André Dabauvalle    | UDF            | 2 636        | 37,75        | 3 743       | 66,38       |
|                | Michel Gond         | PS             | 1 223        | 17,51        | 1 896       | 33,62       |
|                | Pierre Bonaccorsi   | FN             | 968          | 13,86        |             |             |
|                | Jacques Varet       | GE             | 580          | 8,31         |             |             |
|                | Henri Chartier      | DVD            | 506          | 7,25         |             |             |
|                | Olivier Goyeneche   | Verts          | 439          | 6,29         |             |             |
|                | Sylvie Dubois       | PCF            | 429          | 6,14         |             |             |
|                | Marie-Joëlle Agreil | EXG            | 202          | 2,89         |             |             |
|                |                     |                |              |              |             |             |
| Inscrits       | Inscrits            | Inscrits       | 10 972       | 100,00       | 10 971      | 100,00      |
| Abstention     | Abstention          | Abstention     | 3 670        | 33,45        | 4 904       | 44,70       |
| Votants        | Votants             | Votants        | 7 302        | 66,55        | 6 067       | 55,30       |
| Blancs et nuls | Blancs et nuls      | Blancs et nuls | 319          | 4,37         | 428         | 7,05        |
| Exprimés       | Exprimés            | Exprimés       | 6 983        | 95,63        | 5 639       | 92,95       |

### Canton de Patay
| Candidats      | Candidats          | Étiquette      | Premier tour | Premier tour | Second tour | Second tour |
| Candidats      | Candidats          | Étiquette      | Voix         | %            | Voix        | %           |
| -------------- | ------------------ | -------------- | ------------ | ------------ | ----------- | ----------- |
|                | André Marsy        | DVD            | 1 155        | 41,29        | 1 836       | 74,15       |
|                | Serge Doumergue    | PS             | 370          | 13,23        | 640         | 25,85       |
|                | Michel Lauferon    | DVD            | 347          | 12,41        |             |             |
|                | Bernard Clavier    | PS             | 299          | 10,69        |             |             |
|                | Michel Montassut   | UDF            | 254          | 9,08         |             |             |
|                | Michele Bonaccorsi | FN             | 206          | 7,37         |             |             |
|                | Francois Gregoire  | PCF            | 166          | 5,93         |             |             |
|                |                    |                |              |              |             |             |
| Inscrits       | Inscrits           | Inscrits       | 3 798        | 100,00       | 3 798       | 100,00      |
| Abstention     | Abstention         | Abstention     | 820          | 21,59        | 1 117       | 29,41       |
| Votants        | Votants            | Votants        | 2 978        | 78,41        | 2 681       | 70,59       |
| Blancs et nuls | Blancs et nuls     | Blancs et nuls | 181          | 6,08         | 205         | 7,65        |
| Exprimés       | Exprimés           | Exprimés       | 2 797        | 93,92        | 2 476       | 92,35       |

### Canton de Pithiviers
| Candidats      | Candidats           | Étiquette      | Premier tour | Premier tour | Second tour | Second tour |
| Candidats      | Candidats           | Étiquette      | Voix         | %            | Voix        | %           |
| -------------- | ------------------- | -------------- | ------------ | ------------ | ----------- | ----------- |
|                | André Saillard*     | UDF            | 4 492        | 47,57        | 5 201       | 59,06       |
|                | Henry Berthier      | PS             | 2 061        | 21,83        | 2 291       | 26,01       |
|                | Jean-Pierre Savojni | FN             | 1 424        | 15,08        | 1 315       | 14,93       |
|                | Jean-Claude Vignane | Verts          | 969          | 10,26        |             |             |
|                | Monique Choquel     | PCF            | 496          | 5,25         |             |             |
|                |                     |                |              |              |             |             |
| Inscrits       | Inscrits            | Inscrits       | 13 901       | 100,00       | 13 900      | 100,00      |
| Abstention     | Abstention          | Abstention     | 3 953        | 28,44        | 4 686       | 33,71       |
| Votants        | Votants             | Votants        | 9 948        | 71,56        | 9 214       | 66,29       |
| Blancs et nuls | Blancs et nuls      | Blancs et nuls | 506          | 5,09         | 407         | 4,42        |
| Exprimés       | Exprimés            | Exprimés       | 9 442        | 94,91        | 8 807       | 95,58       |

*sortant

### Canton de Puiseaux
| Candidats      | Candidats        | Étiquette      | Premier tour | Premier tour |
| Candidats      | Candidats        | Étiquette      | Voix         | %            |
| -------------- | ---------------- | -------------- | ------------ | ------------ |
|                | Pierre Frerot*   | DVD            | 1 639        | 61,39        |
|                | André Beaudoin   | FN             | 548          | 20,52        |
|                | Jacques Clouseau | PCF            | 483          | 18,09        |
|                |                  |                |              |              |
| Inscrits       | Inscrits         | Inscrits       | 4 036        | 100,00       |
| Abstention     | Abstention       | Abstention     | 1 017        | 25,20        |
| Votants        | Votants          | Votants        | 3 019        | 74,80        |
| Blancs et nuls | Blancs et nuls   | Blancs et nuls | 349          | 11,56        |
| Exprimés       | Exprimés         | Exprimés       | 2 670        | 88,44        |

*sortant

### Canton de Saint-Jean-de-Braye
| Candidats      | Candidats       | Étiquette      | Premier tour | Premier tour | Second tour | Second tour |
| Candidats      | Candidats       | Étiquette      | Voix         | %            | Voix        | %           |
| -------------- | --------------- | -------------- | ------------ | ------------ | ----------- | ----------- |
|                | Gabriel Poullin | DVD            | 2 525        | 33,38        | 3 387       | 52,15       |
|                | Gérard Billon   | PS             | 1 804        | 23,85        | 2 227       | 34,29       |
|                | Jack Foucher    | EXG            | 1 302        | 17,21        | 881         | 13,56       |
|                | Michel Rothe    | FN             | 1 035        | 13,68        |             |             |
|                | Marcel Thomas   | PCF            | 899          | 11,88        |             |             |
|                |                 |                |              |              |             |             |
| Inscrits       | Inscrits        | Inscrits       | 12 285       | 100,00       | 12 284      | 100,00      |
| Abstention     | Abstention      | Abstention     | 4 182        | 34,04        | 5 350       | 43,55       |
| Votants        | Votants         | Votants        | 8 103        | 65,96        | 6 934       | 56,45       |
| Blancs et nuls | Blancs et nuls  | Blancs et nuls | 538          | 6,64         | 439         | 6,33        |
| Exprimés       | Exprimés        | Exprimés       | 7 565        | 93,36        | 6 495       | 93,67       |

### Canton de Saint-Jean-le-Blanc
| Candidats      | Candidats       | Étiquette      | Premier tour | Premier tour |
| Candidats      | Candidats       | Étiquette      | Voix         | %            |
| -------------- | --------------- | -------------- | ------------ | ------------ |
|                | Antoine Carré*  | UDF            | 3 920        | 50,66        |
|                | Philippe Lanson | GE             | 1 473        | 19,04        |
|                | Dominique Caton | PS             | 1 163        | 15,03        |
|                | Claudine Cheron | FN             | 762          | 9,85         |
|                | Guy Angot       | PCF            | 420          | 5,43         |
|                |                 |                |              |              |
| Inscrits       | Inscrits        | Inscrits       | 10 977       | 100,00       |
| Abstention     | Abstention      | Abstention     | 2 887        | 26,30        |
| Votants        | Votants         | Votants        | 8 090        | 73,70        |
| Blancs et nuls | Blancs et nuls  | Blancs et nuls | 352          | 4,35         |
| Exprimés       | Exprimés        | Exprimés       | 7 738        | 95,65        |

*sortant

### Canton de Sully-sur-Loire
| Candidats      | Candidats        | Étiquette      | Premier tour | Premier tour |
| Candidats      | Candidats        | Étiquette      | Voix         | %            |
| -------------- | ---------------- | -------------- | ------------ | ------------ |
|                | Jacques Ferling* | UDF            | 3 213        | 60,89        |
|                | Jacques Cherreau | PS             | 1 013        | 19,20        |
|                | Claude Deneuve   | FN             | 767          | 14,53        |
|                | Claude Soret     | PCF            | 284          | 5,38         |
|                |                  |                |              |              |
| Inscrits       | Inscrits         | Inscrits       | 7 420        | 100,00       |
| Abstention     | Abstention       | Abstention     | 1 815        | 24,46        |
| Votants        | Votants          | Votants        | 5 605        | 75,54        |
| Blancs et nuls | Blancs et nuls   | Blancs et nuls | 328          | 5,85         |
| Exprimés       | Exprimés         | Exprimés       | 5 277        | 94,15        |

*sortant